# 郑家概
郑家概（1961年5月25日—2024年4月19日），湖南省石门县人，武警中将。

## 生平
1979年11月入伍，到河南省许昌市襄城县陆军第二十集团军五十八师一七三团二连服役。历任班长、排长、连长、作战参谋、作训股长、科长、一七三团团长、五十八旅参谋长、步兵第六十旅旅长、第五十八旅旅长、陆军第二十六集团军副参谋长、参谋长、副军长。2010年5月，任陆军第二十集团军副军长兼参谋长。
2015年4月，任济南军区副参谋长。2016年，任北部战区陆军参谋长。2017年9月，任中国人民武装警察部队参谋长。
2011年7月，晋升少将军衔。2017年9月后改为武警少将。2019年7月晋升武警中将。2020年4月改任武警部队副司令员。
2024年4月19日，任内逝世。

## 家庭
据《常德晚报》报道，2011年，时任某集团军副军长的郑家概以郑洞国家族后代的名义为母校洞国学校捐款。